# Kleb Basket Ferrara
O Pallacanestro Ferrara 2011 é um clube de basquetebol baseado em Ferrara, Itália que atualmente disputa a Série A2.  Manda seus jogos no Pala Hilton Pharma com capacidade para 3.504 espectadores.

## Histórico de Temporadas
| Temporada | Nível | Liga            | Pos. | J     | PL  | Resultado         |
| --------- | ----- | --------------- | ---- | ----- | --- | ----------------- |
| 2011-12   | 4     | DNB             | 1    | 25-5  | 6-2 | Promovido         |
| 2012-13   | 3     | DNA             | 12   | 16-18 |     |                   |
| 2013-14   | 3     | DNA Silver      | 5    | 17-11 | 4-5 | Semifinais        |
| 2014-15   | 2     | Serie A2 Silver | 2    | 20-10 | 1-2 | Oitavas de finais |
| 2015-16   | 2     | Serie A2        | 11   | 14-16 |     |                   |
| 2016-17   | 2     | Serie A2        | 12   | 12-18 |     |                   |
| 2017-18   | 2     | Serie A2        | 7    | 17-13 | 3-5 | Quartas de finais |
| 2018-19   | 2     | Serie A2        | 11   |       |     |                   |

fonte:eurobasket.com